# Ebenezer Sumner Draper

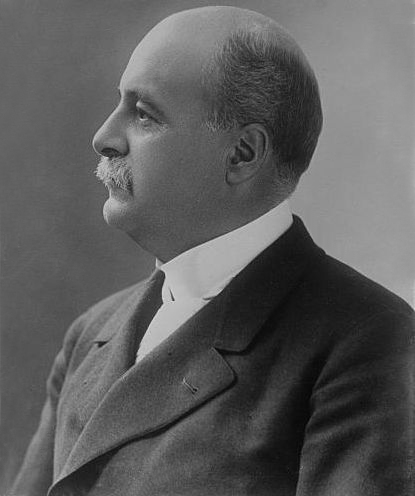
Ebenezer Sumner Draper

Ebenezer Sumner Draper (* 17. Juni 1858 in Hopedale, Worcester County, Massachusetts; † 9. April 1914 in Greenville, South Carolina) war ein US-amerikanischer Politiker und von 1909 bis 1911 Gouverneur des Bundesstaates Massachusetts.

## Frühe Jahre und politischer Aufstieg
Ebenezer Draper besuchte nach der Grundschule bis 1878 das Massachusetts Institute of Technology (MIT). Danach arbeitete er in der Firma George Draper and Sons’s Company, die zu dieser Zeit der größte Kleiderproduzent in den Vereinigten Staaten war. Politisch wurde er Mitglied der Republikanischen Partei. Im Jahr 1892 gehörte er deren Vorstand in Massachusetts an. Im Juni 1896 war er Delegierter zur Republican National Convention in St. Louis, auf der William McKinley als Präsidentschaftskandidat der Partei nominiert wurde. Bei der Wiederwahl McKinleys vier Jahre später war Draper einer von dessen Wahlmännern. Zwischen 1906 und 1908 war Ebenezer Draper als Vizegouverneur Stellvertreter von Gouverneur Curtis Guild, zu dessen Nachfolger er am 3. November 1908 gewählt wurde. Dabei setzte er sich mit 52:38 Prozent der Stimmen gegen den Demokraten James H. Vahey durch.

## Gouverneur von Massachusetts
Draper trat sein neues Amt am 7. Januar 1909 an. Nach einer Wiederwahl konnte er bis zum 5. Januar 1911 als Gouverneur amtieren. In seiner Regierungszeit wurden die Häfen des Staates ausgebaut und auf dem Gebiet des Umweltschutzes wurden die Wälder geschützt. Eine Gesetzesvorlage der Legislative, die den Arbeitstag auf acht Stunden begrenzt hätte, wurde von Gouverneur Draper mit Hilfe seines Vetos abgelehnt. Im Jahr 1910 scheiterte Draper bei dem Versuch einer erneuten Wiederwahl.
Nach dem Ende seiner Gouverneurszeit zog sich Draper aus der Politik zurück und widmete sich seinen privaten und geschäftlichen Interessen. Er starb im April 1914 in Greenville in South Carolina. Mit seiner Frau Nannie Bristow hatte er drei Kinder.